# 가미야마정
가미야마정(일본어: 神山町)은 일본 도쿠시마현 북동부에 있는 묘자이군의 정이다.

## 인접한 자치체
- 도쿠시마시, 이시이정, 요시노가와시, 미마시, 나카정, 가미카쓰정, 사나고치촌

## 역사
- 1955년 3월 31일 - 아노촌, 가미분카미야마촌, 시모분카미야마촌, 오로노촌과 합병해 성립하였다.

## 교통

### 도로
- 국도 193호선
- 국도 438호선
- 국도 439호선